# Uratelornis chimaera
La ghiandaia terricola codalunga (Uratelornis chimaera Rothschild, 1895) è un uccello della famiglia Brachypteraciidae, endemico del Madagascar. È l'unica specie del genere Uratelornis.

## Descrizione
Sono uccelli di media taglia, con una lunga coda, dotati di zampe relativamente lunghe e ali poco sviluppate.

## Biologia
Sono uccelli prevalentemente terricoli, poco abili nel volo.

### Alimentazione
Si nutrono di insetti e piccoli rettili.

### Riproduzione
Nidificano in buche scavate nel terreno.

## Distribuzione e habitat

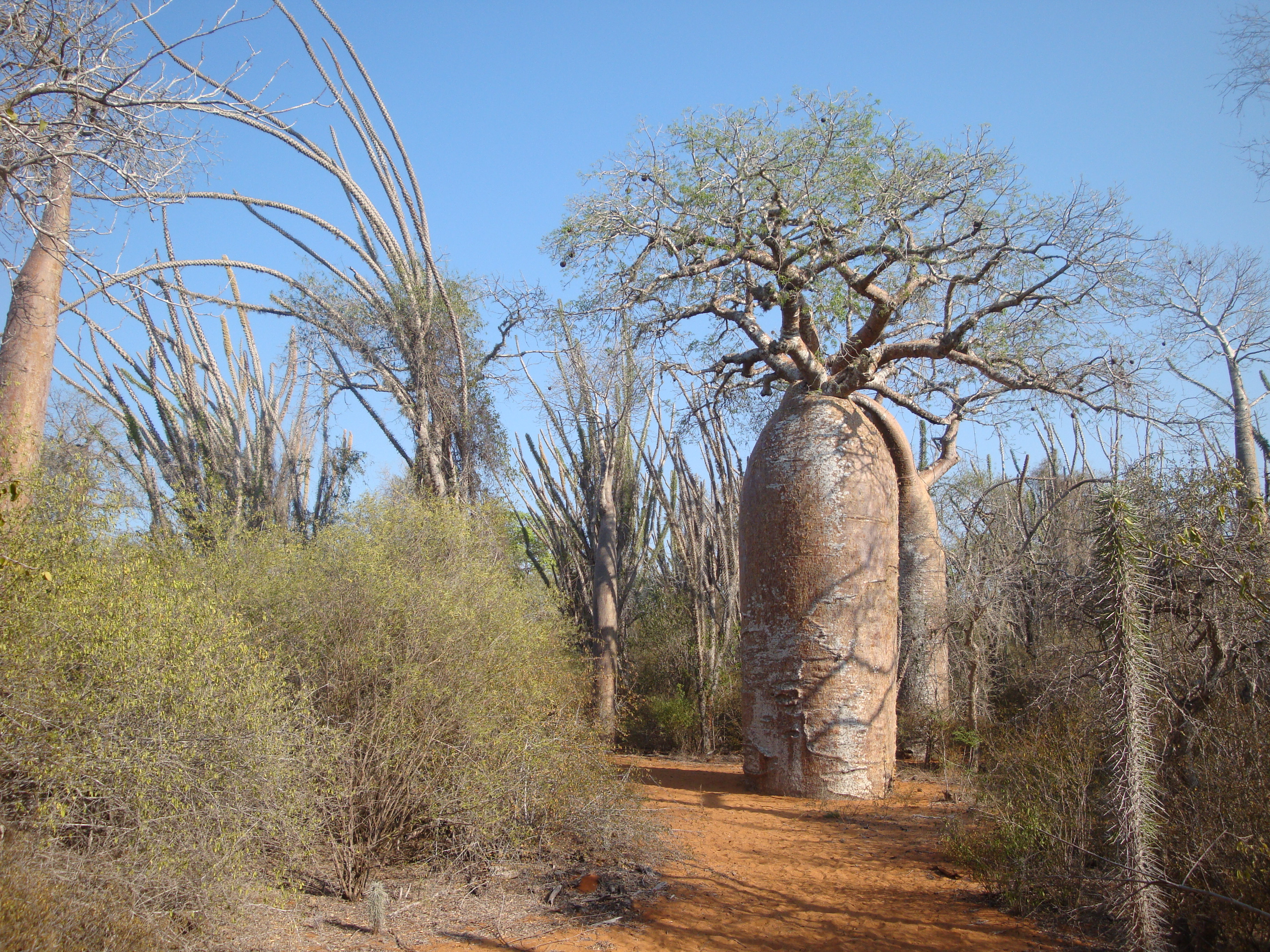
Un lembo di foresta spinosa, habitat tipico di U. chimaera

L'areale di U. chimaera è ristretto ad una sottile area costiera del Madagascar sud-occidentale, delimitata dal fiume Mangoky a nord, dal Fiherenana a sud, e da una catena di colline a est.
L'area ha una estensione complessiva di circa 10.500 km², dal livello del mare sino a 100 m di altitudine, ma al suo interno la specie è estremamente rara, con una densità di 0.8-10 esemplari per km²; la sua presenza è infatti limitata alle zone in cui la vegetazione garantisce la presenza di un minimo di ombreggiatura, e la specie è assente dalle zone deforestate o dalle aree dunose con scarsa vegetazione.
Il suo habitat tipico è la foresta spinosa, un ecosistema arido con precipitazioni annue intorno ai 500 mm, caratterizzata da suolo sabbioso su cui crescono cespugli spinosi e alberi decidui.
La vegetazione dominante è costituita da specie della famiglia Didiereaceae (in particolare Didierea madagascariensis) ed Euphorbiaceae (Euphorbia stenoclada); sporadica la presenza dei baobab.